# Rigadin rosière
Pour plus de détails, voir Fiche technique et Distribution.
Rigadin rosière (parfois titré Rigadin et la Rosière) est un film muet français réalisé par Georges Monca, sorti en 1912.

## Fiche technique
- Titre : Rigadin rosière
- Autre titre : Rigadin et la Rosière
- Réalisation : Georges Monca
- Scénario : Paul Géhaux
- Photographie :
- Montage :
- Société de production : Pathé Frères
- Société de distribution : Pathé Frères
- Pays d'origine :  France
- Langue : film muet avec les intertitres en français
- Métrage : 165 mètres
- Format : Noir et blanc — 35 mm — 1,33:1 — Muet
- Genre :  Comédie
- Durée : 5 minutes et 30 secondes
- N° de catalogue Pathé : 4953
- Dates de sortie : 
  - France : 12 avril 1912

## Distribution
- Charles Prince : Rigadin
- Germaine Reuver
- André Simon
- Henri Collen
- Herman Grégoire
- Lola Noyr
- MacLean